# قشلاق (ویجاکر)
قشلاق (به لاتین: Qışlaq) یک منطقه مسکونی در جمهوری آذربایجان است که در شهرستان لریک واقع شده است.